# 山梨県高等学校一覧
| 総数                        | 43校             |
| 国立                        | 0校              |
| 公立                        | 32校             |
| 私立                        | 11校             |
| 教育委員会所在地            | 〒400-8501       |
| 山梨県甲府市丸の内一丁目6-1 |                  |
| 公式サイト                  | 山梨県教育委員会 |

山梨県高等学校一覧（やまなしけんこうとうがっこういちらん）は山梨県の高等学校一覧。
順序については市町村コード順に並べる。
全日制課程の存在しない高等学校については定時制は「○○高等学校｛定時制｝」通信制は「○○高等学校｛通信制｝」定時制・通信制共に存在する場合は、定時制表記で記載する。

## 県立高等学校
- 2007年度入試から全県一学区制が導入され、総合選抜制は廃止となった。
- 山梨県は日本で唯一家庭に関する学科を有する高校がないが、公立総合学科には家庭に関する科目を履修できる系列がある。

### 山梨市
- 山梨県立山梨高等学校 ｛定時制併設｝
- 山梨県立日川高等学校

### 甲府市
- 山梨県立甲府第一高等学校
- 山梨県立甲府東高等学校
- 山梨県立甲府西高等学校
- 山梨県立甲府南高等学校
- 山梨県立甲府城西高等学校
- 山梨県立甲府工業高等学校 ｛定時制併設｝
- 山梨県立中央高等学校｛定時・通信制｝

### 富士吉田市
- 山梨県立吉田高等学校
- 山梨県立富士北稜高等学校
- 山梨県立ひばりが丘高等学校｛定時制｝

### 都留市
- 山梨県立都留興譲館高等学校

### 大月市
- 山梨県立都留高等学校 ｛定時制併設｝

### 韮崎市
- 山梨県立韮崎高等学校 ｛昼間定時制併設｝
- 山梨県立韮崎工業高等学校

### 南アルプス市
- 山梨県立巨摩高等学校 ｛定時制併設｝
- 山梨県立白根高等学校

### 北杜市
- 山梨県立北杜高等学校

### 甲斐市
- 山梨県立農林高等学校

### 笛吹市
- 山梨県立笛吹高等学校

### 上野原市
- 山梨県立上野原高等学校

### 甲州市
- 山梨県立塩山高等学校

### 西八代郡

#### 市川三郷町
- 山梨県立青洲高等学校

### 南巨摩郡

#### 身延町
- 山梨県立身延高等学校

### 中巨摩郡

#### 昭和町
- 山梨県立甲府昭和高等学校

### 南都留郡

#### 富士河口湖町
- 山梨県立富士河口湖高等学校

## 市立高等学校

### 甲府市
- 甲府市立甲府商業高等学校
  - 県立学校と同条件（同一日程、同一検査）で入学者選考を実施する。

### 北杜市
- 北杜市立甲陵高等学校
  - 高校独自の入学者選抜を行うが、日程は県立高校と同一である。

## 私立高等学校

### 甲府市
- 駿台甲府高等学校
- 山梨学院高等学校
- 東海大学付属甲府高等学校
- 甲斐清和高等学校
- 山梨英和高等学校

### 富士吉田市
- 富士学苑高等学校

### 北杜市
- 帝京第三高等学校
- 自然学園高等学校

### 甲斐市
- 日本航空高等学校

### 上野原市
- 日本大学明誠高等学校

### 身延町
- 身延山高等学校